# Shakedown 2
Shakedown 2 est un album des Freemasons. Il est sorti le 29 juin 2009. Le single "Heartbreak (Make Me A Dancer)" est sorti une semaine avant, le 22 juin 2009.

## Track listing
| CD1   | CD1                                           | CD1                                  | CD1   | CD1 | CD1 | CD1 | CD1 | CD1 | CD1 |
| No    | Titre                                         | Artist                               | Durée |     |     |     |     |     |     |
| ----- | --------------------------------------------- | ------------------------------------ | ----- | --- | --- | --- | --- | --- | --- |
| 1.    | Sandcastle Disco (Freemasons Remix)           | Solange Knowles                      | 6:30  |     |     |     |     |     |     |
| 2.    | (Don't) Give Hate a Chance (Freemasons Remix) | Jamiroquai                           | 5:07  |     |     |     |     |     |     |
| 3.    | Love Is the Answer (Freemasons Remix)         | Funk Fanatics featuring Peyton       | 4:07  |     |     |     |     |     |     |
| 4.    | Uninvited                                     | Freemasons featuring Bailey Tzuke    | 6:22  |     |     |     |     |     |     |
| 5.    | What a Wonderful World                        | Axwell & Bob Sinclar                 | 4:36  |     |     |     |     |     |     |
| 6.    | Disco Lies (Freemasons Remix)                 | Moby                                 | 6:35  |     |     |     |     |     |     |
| 7.    | Keep This Fire Burning (Freemasons Remix)     | Outsiders featuring Amanda Wilson    | 6:31  |     |     |     |     |     |     |
| 8.    | Hold On (Freemasons Remix)                    | Mr DYF featuring Shèna               | 4:16  |     |     |     |     |     |     |
| 9.    | Pjanoo                                        | Freemasons                           | 0:45  |     |     |     |     |     |     |
| 10.   | Watchin'                                      | Freemasons featuring Amanda Wilson   | 3:44  |     |     |     |     |     |     |
| 11.   | Colours                                       | Calvin Harris                        | 0:59  |     |     |     |     |     |     |
| 12.   | Free                                          | Ultra Naté                           | 3:45  |     |     |     |     |     |     |
| 13.   | When You Touch Me                             | Freemasons featuring Katherine Ellis | 5:29  |     |     |     |     |     |     |
| 14.   | Love on My Mind                               | Freemasons featuring Amanda Wilson   | 6:16  |     |     |     |     |     |     |
| 15.   | Take Me 2 the Sun (HMV Exclusive Bonus Track) | Disco Freaks                         | 6:16  |     |     |     |     |     |     |
| 65:02 |                                               |                                      |       |     |     |     |     |     |     |

| CD2   | CD2                                               | CD2                                      | CD2   | CD2 | CD2 | CD2 | CD2 | CD2 | CD2 |
| No    | Titre                                             | Artist                                   | Durée |     |     |     |     |     |     |
| ----- | ------------------------------------------------- | ---------------------------------------- | ----- | --- | --- | --- | --- | --- | --- |
| 1.    | Ring the Alarm (Freemasons Remix)                 | Beyoncé                                  | 6:22  |     |     |     |     |     |     |
| 2.    | Work (Freemasons Remix)                           | Kelly Rowland                            | 6:56  |     |     |     |     |     |     |
| 3.    | Phantom (Freemasons Remix)                        | Justice                                  | 4:00  |     |     |     |     |     |     |
| 4.    | Blue Monday (Freemasons Remix)                    | New Order                                | 4:30  |     |     |     |     |     |     |
| 5.    | The One (Freemasons Remix)                        | Kylie                                    | 5:50  |     |     |     |     |     |     |
| 6.    | Ghosts & Stuff                                    | Deadmau5                                 | 1:15  |     |     |     |     |     |     |
| 7.    | People Hold On                                    | Coldcut & Lisa Stansfield                | 3:30  |     |     |     |     |     |     |
| 8.    | Disco's Revenge (Freemasons Remix)                | Gusto                                    | 4:48  |     |     |     |     |     |     |
| 9.    | Here Comes the Rain Again (Freemasons Remix)      | Eurythmics                               | 5:59  |     |     |     |     |     |     |
| 10.   | Alright                                           | Red Carpet                               | 1:56  |     |     |     |     |     |     |
| 11.   | Finally                                           | Kings Of Tomorrow                        | 4:33  |     |     |     |     |     |     |
| 12.   | Heartbreak (Make Me a Dancer) (Freemasons Remix)  | Freemasons featuring Sophie Ellis-Bextor | 6:50  |     |     |     |     |     |     |
| 13.   | Rain Down Love                                    | Freemasons featuring Siedah Garrett      | 6:30  |     |     |     |     |     |     |
| 14.   | Heard It Through the Grapevine (Freemasons Remix) | Marvin Gaye                              | 4:44  |     |     |     |     |     |     |
| 67:43 |                                                   |                                          |       |     |     |     |     |     |     |

## Classement par pays
| Classement (2009)                   | Meilleure position |
| ----------------------------------- | ------------------ |
| Royaume-Uni Classement compilations | 17                 |
| Irlande Compilations Top 30         | 39                 |